# Joseph Sun Yuanmo
Joseph Sun Yuanmo (chin. trad. 孫遠謨, chin. upr. 孙远谟; ur. 7 listopada 1920 w Zhuangyuan, prowincja Shanxi, zm. 23 lutego 2006) – chiński duchowny katolicki, biskup.
Od 15. roku życia kształcił się w niższym seminarium duchownym, studiował również filozofię i teologię (m.in. w Pekinie), w 1948 przyjął święcenia kapłańskie. Pracował jako duszpasterz w regionie Guangxi. W okresie rewolucji kulturalnej pracował przymusowo na wsi. Później był w diecezji Hongdong (prowincja Shanxi) proboszczem, rektorem niższego seminarium duchownego, kierownikiem duchowym zakonnic. W 1982 został potajemnie konsekrowany na biskupa przez biskupa Hongdongu Francisa Han Tingbi. Został biskupem pomocniczym Hongdongu, a w 1991 został koadiutorem bp Han Tingbi i po jego śmierci w tym samym roku przejął obowiązki ordynariusza.
Zmarł po długiej chorobie w wieku 85 lat. Był uznawany jako biskup zarówno przez Watykan, jak i władze w Pekinie.